# Kenichi Satō
 (janvier 2021).
Si vous disposez d'ouvrages ou d'articles de référence ou si vous connaissez des sites web de qualité traitant du thème abordé ici, merci de compléter l'article en donnant les références utiles à sa vérifiabilité et en les liant à la section « Notes et références ».
Kenichi Satō (佐藤　賢一), né le 12 mars 1968, est un romancier japonais.

## Distinctions
Il remporte le 24e Prix Ryotaro Shiba.